# Oscar Masotta
Óscar Abelardo Masotta (Buenos Aires, 8 de enero de 1930 - Barcelona, 13 de septiembre de 1979) fue un intelectual argentino cuya trayectoria se centró en los ámbitos del psicoanálisis, la semiología y la crítica de arte. Es especialmente conocido por introducir la enseñanza y la práctica de Jacques Lacan en Argentina, México y Barcelona.

## Biografía
Masotta fue maestro, ensayista, semiólogo, crítico de arte y psicoanalista. 
Nació en el seno de una familia de clase media en 1930. Graduado de Filosofía y Letras en la Universidad de Buenos Aires en 1952. Estuvo vinculado a las expresiones de la vanguardia artística del Instituto Di Tella en los años 1960.
Si bien algunos de sus trabajos de aproximación a la obra y el pensamiento de Jacques Lacan son anteriores a la década de 1960, será durante la primera mitad de la misma cuando dejará de lado su incursión por otras disciplinas que trabajaba y se dedicará casi exclusivamente a la difusión, práctica y enseñanza del psicoanálisis lacaniano en Argentina y en España.
Buscando perspectivas más favorables a las que había en la República Argentina, por el clima de intolerancia y represión que se desata, en 1974 viaja a Londres donde se instala primero, para marchar luego a Barcelona ciudad en la que se radica y en la que vivió durante la mayor parte de su exilio, falleciendo en la misma unos cuatro años después, el 13 de septiembre de 1979.

### Años 1950
Miembro de una generación marcada por el golpe de Estado del 16 de septiembre de 1955, los nombres más caracterizados de esta época están atravesados en su discursos por el marxismo, el existencialismo y peronismo, la gran mayoría de los integrantes de esa generación provenían de los círculos intelectuales formados en la Universidad de Buenos Aires, aunque algunos de ellos desarrollarían sus estudios y sus prácticas fuera de la universidad pública, -entre ellos el mismo Masotta-, fueron capaces de propiciar programas de estudios que marcarán a las generaciones posteriores y las producciones intelectuales y artísticas de estos. Durante su paso por la universidad como estudiante de filosofía se transforma en lector de “Les temps modernes”, y es así que a través de esta publicación se vincula al pensamiento de Jean-Paul Sartre, Maurice Merleau-Ponty y Jean-Bertrand Pontalis. Junto a un grupo vinculado al Centro de Estudiantes de Filosofía inicia una serie de experiencias culturales desde varias publicaciones entre las que se destaca la Revista Contorno, de la que participa junto a David Viñas, Ismael Viñas, Juan José Sebreli, Carlos Correas, Noé Jitrik, Ramón Alcalde y Adolfo Prieto, entre otros. Junto a Juan José Sebreli y Carlos Correas forma un trío de escritores, ensayistas y críticos que desde una perspectiva tangencial a la Revista Contorno se encuentra más cercano al peronismo -del que luego se irán alejando-, y al existencialismo de Jean-Paul Sartre. Colabora a mediados de 1955 con dos trabajos en la publicación “Clase Obrera” fundada y dirigida por Rodolfo Puiggrós y órgano de difusión del Movimiento Obrero Comunista. En 1959 publica “La fenomenología de Sartre y un trabajo de Daniel Lagache” en la revista Centro, donde se encuentra su primera referencia escrita a la obra de Jacques Lacan y a la revista “La psychanalyse”.A mediados de la década del 50 comienza a interesarse por el psicoanálisis y la sociología obteniendo la titularidad de la cátedra de estudios lacanianos de la facultad de psicología de la UBA. Cargo que perdería tras el golpe de Estado de 1955 cuando la universidad es intervenida por la dictadura militar y la cátedra cerrada.
Junto a un grupo vinculado al Centro de Estudiantes de Filosofía inició una serie de experiencias culturales como la Revista Contorno, de la que participa junto a David Viñas, Ismael Viñas, Carlos Correas, Noé Jitrik, Ramón Alcalde,.Adolfo Prieto, entre otros escritores, ensayistas y críticos cercanos al peronismo y al existencialismo de Jean-Paul Sartre. Colabora en 1955 en la publicación “Clase Obrera” fundada y dirigida por Rodolfo Puiggrós y órgano de difusión del Movimiento Obrero Comunista.Perseguido por la dictadura de Lonardi y Aramburu se exilia en Chile durante dos años donde realizará conferencias e intraoducirá el psicoanálisis en el país trasandino.

### Años 1960
Enrique Pichón Riviere lo invita a disertar en el Instituto de Psicología Social, pronuncia una conferencia llamada “Jacques Lacan o el inconsciente en la filosofía" el 12 de marzo de 1964. Esta conferencia, publicada íntegramente en el número 9 de Revista Pasado y Presente del semestre abril-septiembre de 1965, es considerado el primer texto en castellano dedicado a la obra de Jacques Lacan. Durante 1967 se dedica a trabajar extensamente cuestiones relacionadas con la cultura y publica “El pop art” un relato acotado de sus conferencias en Centro de Artes Visuales del Instituto Di Tella, y un año después la Editorial Jorge Álvarez publica “Happenings”, un trabajo colectivo junto a varios artistas plásticos. También dirige la revista "LD", sobre historietas.
A partir de 1969 se producirá su vinculación total con el psicoanálisis, el 18 de abril de ese año dicta la conferencia "Leer a Freud" en el Instituto Luchelli Bonadeo. A mediados de mayo organiza el "Primer Congreso Lacaniano" en la localidad de Monte Grande. Durante los meses de julio y agosto dicta seis clases sobre el seminario de Lacan "La carta robada de E. A. Poe" titulado "Jacques Lacan. Psicoanálisis y estructuralismo" en el Instituto Torcuato Di Tella. En octubre de ese mismo año organiza el "Segundo Congreso Lacaniano" en el Centro de Medicina de Buenos Aires.

### Años 1970
En 1970 publica "Introducción a la lectura de Jacques Lacan" que incluye las clases dictadas por el mismo en el Instituto Di Tella. Ese mismo año la Editorial Paidós publica su libro "La historieta en el mundo moderno". En junio de 1971, aparece el primer número de la revista "Cuadernos Sigmund Freud", con el título “Temas de Jacques Lacan”. Dirige la colección "Los casos de Sigmund Freud" de la Editorial Nueva Visión. En 1972 invita a Buenos Aires a los psicoanalistas Maud y Octave Mannoni a dar una serie de conferencias en Buenos Aires. La primera reunión se organiza el 4 de abril y la segunda en el Teatro del Centro de la que participan Fernando Ulloa, José Bleger, Marie Langer y Ricardo Malfé. Las conferencias, discursos y debates que se generaron en estos encuentros fueron publicados en el número 2/3 de Cuadernos Sigmund Freud.
A lo largo del segundo semestre de ese año dicta un seminario en la cátedra de Psicopatología de la Facultad de Filosofía y Letras de la Universidad de Buenos Aires, que queda establecido y publicado en Cuadernos Sigmund Freud N.º 4 bajo el título Edipo, castración y perversión y que años más tarde sería incluido en Ensayos lacanianos.
A mediados del segundo semestre el Goethe Institut y la Asociación Científica Argentino – Alemana invitan al grupo encabezado por Oscar Masotta a participar del Ciclo en Homenaje a Sigmund Freud. Las conferencias se realizaron el día 1 de octubre en el Aula Magna de la Facultad de Medicina de Buenos Aires y fueron recogidas y editadas en el N.º 4 de Cuadernos Sigmund Freud. La conferencia dictada por Oscar Masotta tuvo como título Sigmund Freud y la fundación del psicoanálisis.
En 1974 funda la Escuela Freudiana de Buenos Aires', junto a dieciocho personas entre las cuales se encuentran Gerardo Maeso, Sara Glasman, Javier Aramburu, Samuel Basz, Adolfo Berenstein, Jorge Chamorro, Juan Carlos Cosentino, Benjamín Domb, Norberto Ferreyra, Ricardo Nepomiachi, Luis Peyceré, Norberto Rabinovich, Evaristo Ramos, Oscar Sawicke, Isidoro Vegh, David Yemal, Hugo Levin y Germán Leopoldo García.
En 1975 viaja a París, invitado a exponer en la Ecole Freudienne de París es nombrado Analista Practicante de la misma, por su contribución a la causa del psicoanálisis freudiano, plasmada en la ponencia denominada Comentarios sobre la fundación de la Escuela Freudiana de Buenos Aires, texto que luego habrá de incluir en su libro Ensayos Lacanianos.
El fin del gobierno democrático elegido en 1973 se hace cada vez notoria a partir de la muerte del Presidente Perón y tras el golpe de Estado de marzo de 1976 se instala el terrorismo de Estado que aplicará la dictadura militar conocida como Proceso de Reorganización Nacional.
Profundamente marcado por ese clima donde el pensar era un acto subversivo Masotta se instala primero en Londres donde enseña en la Arbous Association y en el Henderson Hospital en la localidad de Surrey; se traslada posteriormente a Barcelona donde se fija su domicilio definitivo, funda la Biblioteca Freudiana de Barcelona, a partir de ese momento viaja invitado a diversas ciudades de España dictando conferencias acerca de la obra de Jacques Lacan y el psicoanálisis, y como un rasgo característico de su enseñanza funda en Galicia la Biblioteca Gallega de Estudios Freudianos, edita la revista Textos y publica Ensayos Lacanianos y Lecciones de Introducción al psicoanálisis. En 1977 prologa para la Editorial Seix Barral el Seminario 11 de Jacques Lacan en la edición establecida por Jacques-Alain Miller.
Paralelamente en Buenos Aires es recibido el texto enviado desde Barcelona el 30 de marzo titulado Proposición sobre institución de grados en la Escuela Freudiana de Buenos Aires, que sus seguidores dan a conocer en el N.º 5/6 de Cuadernos Sigmund Freud. Este trabajo central en su pensamiento es su visón de las formas de resguardo de los principios y fines de la institución por él fundada.
A principios de 1979 la situación interna en la EFBA se complica. La mayoría de los primeros compañeros y fundadores junto a Oscar Masotta en la EFBA, están radicados forzosamente en el extranjero, y los pocos que viven en Buenos Aires no pueden contener un intenso asedio lanzado por un grupo interno, el que amparándose en intersticios legales y frente a la ausencia forzosa de Masotta y de algunos primeros miembros de la EFBA, despliega una estrategia para asumir la dirección de la EFBA, desplazar del lugar de dirección de la misma no solo a Oscar Masotta, sino también a algunos de los primeros que lo habían acompañado en la fundación de la EFBA y que aún vivían en Buenos Aires; y orientar la EFBA en otra dirección a la originaria.
En respuesta a esas acciones, a partir del 30 de abril de 1979 Oscar Masotta envía desde Barcelona una serie de nueve cartas públicas a todos los miembros de la EFBA, fijando su posición al respecto, denunciando a sus autores intelectuales, denominando esa actitud como "benjadorazo". Es particularmente importante de entre todas las cartas la fechada el 22 de mayo en la que en seis puntos argumenta el rechazo a una decisión de la Comisión Directiva de esa Institución; cinco cartas más serán enviadas a los miembros del colectivo para explicar su posición. Frente a lo insostenible de la situación interna de la EFBA y teniendo en cuenta el particular momento que se vive en el país, el 19 de junio de 1979 envía un telegrama en el que propone continuar la práctica lacanina del psicoanálisis en castellano, bajo el paraguas de una nueva institución a la que denomina Escuela Freudiana de Argentina, la que toma forma el 13 de julio de 1979, cuando firma la presentación de la Escuela Freudiana de la Argentina con aquellos que renuevan el pacto suscripto en el año 1974.
Profundamente amargado por el giro que tomaron los acontecimientos que supusieron el fin de la primera institución fundada para la enseñanza y la difusión del psicoanálisis lacaniano en castellano, Oscar Masotta impulsó con ahínco la constitución de la Escuela Freudiana de la Argentina y continuó su tarea en España hasta su muerte.

## Legado
Sus alumnos y discípulos mayoritariamente continuaron con su legado en diversas instituciones como la Biblioteca Internacional de Psicoanálisis, el Simposio del Campo Freudiano y el Seminario Lacaniano, los que, a principios de la década de 1990, se disolvieron para constituir la Escuela de la Orientación Lacaniana, en tanto como un Instituto Asociado al Campo Freudiano se funda el Centro Descartes impulsado por Germán García.
En los últimos años su obra artística, centrada en el ámbito de los happenings y "antihappenings", ha sido objeto de una nueva atención. El largometraje Segunda Vez (2018) de Dora García, expuesto en el Museo Reina Sofía, utiliza como hilo conductor el pensamiento de Masotta y recrea diferentes happenings realizados por él desde el contexto presente.

## Obra

### Libros y colaboraciones
- Sexo y traición en Roberto Arlt. Editorial Jorge Álvarez, Buenos Aires 1965;
- El pop art. Editorial Columba, Buenos Aires 1967;
- La introducción titulada "Reflexiones sobre la historieta" y el apéndice "Evolución de la Historieta Americana" en Técnica de la historieta, Escuela Panamericana de Arte, Buenos Aires, 1967;
- Happening. Editorial Jorge Álvarez, Buenos Aires 1967;
- Conciencia y estructura. Editorial Jorge Álvarez, Buenos Aires 1969;
- La historieta en el mundo moderno. Editorial Paidos, Buenos Aires 1970
- Introducción a la lectura de Jacques Lacan. Editorial Proteo, Buenos Aires 1977;
- Ensayos lacanianos. Editorial Anagrama, Barcelona 1977;
- El modelo pulsional. Editorial Altazor, Buenos Aires 1980;
- Lecciones de psicoanálisis. Colección Extensión Freudiana. Editorial Argonauta, Barcelona 1982;
- Lecturas de Psicoanálisis Freud – Lacan. Reunión de las lecciones que dictó Oscar Masotta en Barcelona a partir de 1975. Textos ordenados y seleccionados por Marcelo Ramírez Puig y Enric Berenguer. Editorial Paidós, Buenos Aires 1992;
- Revolución en el arte, Pop art, happening y arte en los medios en la década del 60. Con un extenso estudio introductorio de Ana Longoni. Editorial Edhasa, Buenos Aires 2004.
- Introducción a la lectura de Jacques Lacan, Buenos Aires: Eterna Cadencia, 2009. ISBN 978-987-24266-3-7